# Vejpileurt
Vejpileurt også kaldet Alm. Pileurt (Polygonum aviculare) er en urt med nedliggende stængler, der er op til en meter lange. Den vokser på marker og omkring bebyggelse. Frøene er meget søgt af spurve. Navnet skrives også Vej-Pileurt.

## Beskrivelse
Vejpileurt er en enårig urt med nedliggende stængel, der forløber som radier ud fra rodhalsen. Både blade og stængler er helt glatte. Bladene er spredte og elliptiske med hel rand. Oversiden er grågrøn, mens undersiden er noget lysere.
Blomstringen sker i juni-oktober, og de bittesmå, grønne eller lidt rødlige blomster sidder samlet i fåtallige stande ved bladhjørnerne. Frugterne er nødder.
Rodnettet består af en dybtgående pælerod med få, grove siderødder. Planten er tilbøjelig til at briste ved rodhalsen, når man forsøger at trække den op.
Højde x bredde og årlig tilvækst: 0,15 x 1 m (15 x 100 cm/år).

## Voksested
Arten er almindelig i Danmark, hvor den findes på åbne, udyrkede og dyrkede arealer sammen med f.eks. alm. brandbæger, enårig rapgræs, hyrdetaske, sort natskygge og svinemælde.

## Underarter
Vejpileurt findes i Danmark i fire underarter:
- subsp. aviculare (Alm. vejpileurt) med opret til opstigende stængel. Almindelig i hele landet.
- subsp. neglectum (Smalbladet vejpileurt) er mangestænglet og med nedliggende stængler. Ret almindelig, især ved kyster.
- subsp. rurivagum (Spidsbladet vejpileurt) med linje- til lancetformede, spidse blade. Den findes hist og her.
- subsp. microspermum (Liggende vejpileurt) er mangestænglet og med nedliggende stængler. Den har lancetformede blade med afrundet spids. Blomsterne har kun 5 støvdragere. Almindelig omkring bebyggelse.

| Portal | Portal:Botanik |